# 1367년

## 연호
- 원(元) 지정(至正) 27년
- 일본(日本) 남조(南朝) 쇼헤이(正平) 22년
- 일본(日本) 북조(北朝) 조지(貞治) 6년
- 쩐 왕조(陳朝) 다이찌(大治) 10년

## 기년
- 원(元) 혜종(惠宗) 35년
- 고려(高麗) 공민왕(恭愍王) 16년
- 쩐 왕조(陳朝) 유종(裕宗) 27년

## 탄생
- 1월 6일 - 잉글랜드의 왕가 리처드 2세. (~1400년)
- 6월 21일 - 조선의 제3대 국왕 태종. (~1422년)